# خطوط كورال بلو الجوية
خطوط كورال بلو الجوية هي شركة طيران مصرية - تونسية خاصة، تعمل بنظام رحلات الطيران العارض غير المنتظم، يقع المقر الرئيسي للشركة في العاصمة المصرية القاهرة، وتتخذ من مطار الغردقة الدولي مركزاً لعملياتها بالإضافة لفروعها الأخرى في مطار القاهرة الدولي ومطار شرم الشيخ الدولي، تأسست الشركة عام 2006 وبدأت عملياتها فعلياً عام 2007، يمتلك رجل الأعمال التونسي بلحسن الطرابلسي نسبة 65% من رأس المال، فيما تمتلك شركة أوراسكوم للفنادق والتنمية نسبة 25%، وتمتلك شركة قرطاج للطيران نسبة 10% الباقية، تقدم كورال بلو خدماتها غير المنتظمة إلى العديد من الوجهات داخل أوروبا مثل المملكة المتحدة، بولندا، النمسا، إيطاليا وغيرها.